# Minenmunition

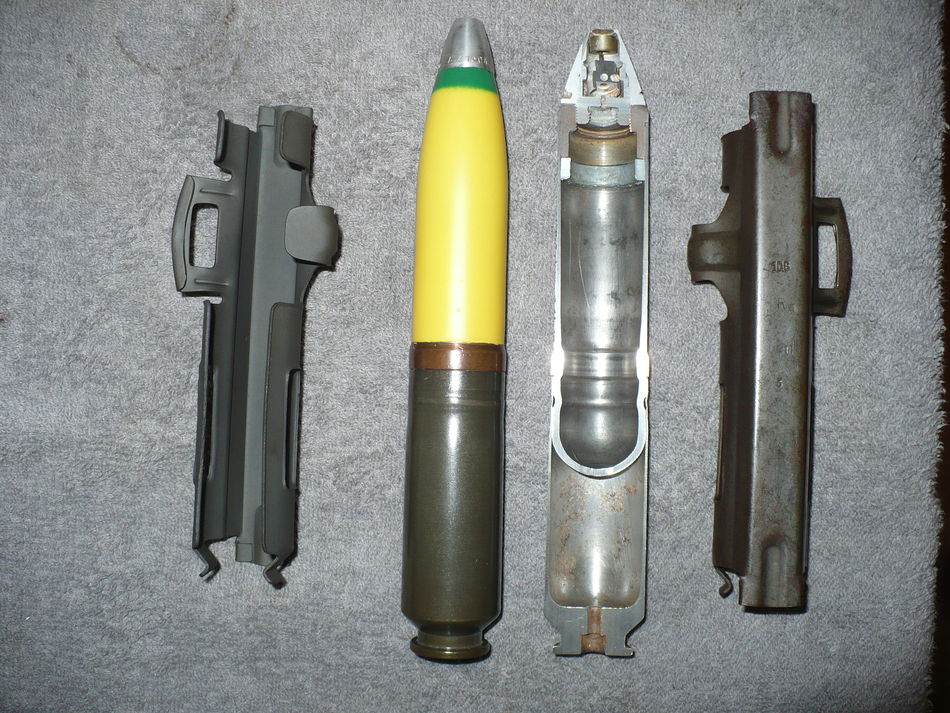
30-mm-Minenpatrone aus einem Gurt der MK 108. Links und rechts daneben Teile des Zerlegegurts.

Mit Minenmunition bezeichnet man Sprengmunition, bei der die Wirkung im Ziel hauptsächlich auf der bei der Explosion auftretenden starken Detonationswelle (Minenwirkung) basiert. Das ist der entscheidende Unterschied zur Splittermunition, bei der die Zerstörungswirkung hauptsächlich durch umherfliegende Fragmente des im Ziel explodierten Geschosses erzielt wird.

## Entwicklungsgeschichte
Als man Mitte der 1930er Jahre anfing, in der Luftwaffe die Zwei-Zentimeter-M.G.-FF Maschinenkanone einzusetzen, konnte man anstelle von Vollgeschossen auch klassische Explosivgeschosse verwenden.
Die Wirkung von konventioneller Explosivmunition lag in der Splitterwirkung des Geschossmantels. Diese Splitter hatten bei der bisherigen Bauweise von Flugzeugen (Gitterrohrrahmen mit Blechbeplankung oder Stoffbespannung) eine relativ verheerende Wirkung. Doch bei der Erprobung stellte das Technische Amt des Reichsluftfahrtministeriums (RLM) eine enttäuschende Wirkung beim Beschuss von modernen Flugzeugen, die in Schalenbauweise gefertigt waren, fest. Die Geschossfragmente durchschlugen das Blech der Flugzeuge, hatten aber nur ungenügende Wirkung auf die Stabilität der Flugzeugzellen und -flächen. Deshalb wurde 1937 die Deutsche Waffen- und Munitionswerke (DWM) in Lübeck-Schlutup mit der Entwicklung einer wirksamen Munitionsart beauftragt. Als Ergebnis dieser Entwicklung entstand das Minengeschoss auf Basis des Kalibers 2 cm.

## Funktionsweise des Minengeschosses
Die Wirkung eines dünnwandigen Minengeschosses basiert auf dem Gasschlag des zur Explosion gebrachten Sprengstoffs. Um die Wirkung dieses Gasschlags zu erhöhen, wurde die Dicke der Geschosshülle auf ein Minimum reduziert und im Gegenzug der Sprengstoffanteil deutlich erhöht. Ferner besitzt das Geschoss einen Verzögerungszünder. Der Verzögerungszünder bewirkt, dass das Geschoss nicht unmittelbar bei Kontakt mit dem Ziel explodiert, wodurch ein Großteil des Gasschlags außerhalb des Flugzeugs verpuffen würde. Stattdessen bewirkt diese Zünderart eine minimale Verzögerung, was dazu führt, dass sich das Minengeschoss zum Zeitpunkt der Explosion schon zur Hälfte beziehungsweise zu zwei Dritteln innerhalb des getroffenen Flugzeugs befindet. Dadurch werden tellergroße Löcher in die Aluminiumaußenhaut eines getroffenen Flugzeugs gerissen (deutlich erkennbar bei historischen Filmaufnahmen, die zurückkehrende B-17-Bomber zeigen). Da die deutschen 2-cm-Maschinenkanonen eine Kadenz von 9 bis 13 Schuss pro Sekunde aufwiesen (siehe MG 151/20), war die Wahrscheinlichkeit relativ groß, dass das eine oder andere Geschoss durch ein bereits aufgerissenes Loch der Außenwand fliegen konnte und wichtige Teile (insbesondere Treibstofftanks) traf. Konsequenterweise wurde deshalb in der Weiterentwicklung auf eine Verbesserung der Brandeigenschaften der Geschossfüllung Wert gelegt.
Munitionsgurte wurden meistens gemischt gefüllt. Ein Gurt für ein starr eingebautes MG151/20 in einem Jagdflugzeug zum Einsatz gegen viermotorige Bomber setzte sich im Juni 1944 folgendermaßen zusammen: ein Minengeschoss, eine Brandgranate, eine Panzerbrandgranate. Anders sah es bei der Bestückung für leichtere Ziele wie z. B. alliierte Jäger aus: drei Minengeschosse, eine Brandgranate, eine Panzerbrandgranate. Die Menge der Leuchtspurmunition wurde nach eigenem Belieben bzw. nach der Verfügbarkeit gewählt.

## Verwendete Explosivmittel
Anfangs wurde als Explosivmittel Nitropenta verwendet, im weiteren Verlauf des Krieges wurde es durch das eine bessere Brandwirkung ergebende HA 41, eine Mischung aus Hexogen und Aluminium-Pyroschliff (Aluminiumpulver), ersetzt.

## Sonstige technische Daten
Das Zwei-Zentimeter-Minen-Geschoss mit Zerlegerzünder (ZZ1505) hatte ein Gewicht von 92 Gramm und war mit 20 Gramm Nitropenta beziehungsweise HA 41 gefüllt. Das gesamte Patronengewicht (inklusive der Treibladung und der Hülse) lag bei 157 Gramm.